# Sărbători publice în România
Aceasta este o listă a zilelor considerate sărbători publice în România. Prin lege, România are 51 de zile de sărbătoare, însă doar unele sunt declarate zile nelucrătoare. Procentual, 14% din zilele unui an sunt reprezentate în România de zile de sărbătoare, în care au loc diverse manifestări. La acestea se adaugă și zilele sărbătorite la nivel internațional sau mondial.

## Sărbători legale
Sărbătorile legale în România sunt zilele declarate prin lege ca fiind nelucrătoare, altele decât zilele de weekend. În zilele de sărbătoare legală nu se lucrează, cu excepția unităților sanitare și a celor de alimentație publică, precum și a unităților în care activitatea nu poate fi întreruptă datorită procesului de producție sau specificului activității. Salariații care lucrează în astfel de unități au dreptul la compensarea cu timp liber corespunzător, acordat în următoarele 30 de zile.
Codul Muncii prevede 15 zile libere acordate cu ocazia sărbătorilor legale, respectiv câte trei zile pentru Paște (Vinerea Mare, Duminica Paștelui, Lunea Luminată), două zile pentru Anul Nou, Rusalii și Crăciun și câte o zi pentru Ziua Unirii Principatelor Române, Ziua Internațională a Muncii, Ziua Copilului, Adormirea Maicii Domnului, Sfântul Andrei și Ziua Națională a României.
| Dată | Nume                               | Observații                                                                                             |
| --- | ---------------------------------- | --- |
| 1–2 ianuarie | Anul Nou                           | |
| 24 ianuarie | Ziua Unirii Principatelor Române   | Unirea Principatelor Române Moldova și Țara Românească, formarea statului național român modern (1859) |
| Aprilie/Mai (în 2019 pe 26, 28 și 29 aprilie) | Paștele Catolic și Paștele Ortodox | Trei zile* (Vinerea Mare, Duminica Paștelui, Lunea Luminată)                                           |
| 1 mai | Ziua Internațională a Muncii       | |
| 1 iunie | Ziua Copilului                     | |
| Mai/Iunie (în 2019 pe 16 iunie și 17 iunie) | Rusaliile                          | Duminica Rusaliilor (a 50-a zi de la Paște) și ziua următoare                                          |
| 15 august | Adormirea Maicii Domnului          | Introdusă drept sărbătoare legală prin Legea nr. 202/2008                                              |
| 30 noiembrie | Sfântul Andrei                     | Introdusă drept sărbătoare legală prin Legea nr. 147/2012                                              |
| 1 decembrie | Ziua Națională a României          | Unirea Transilvaniei, Banatului, Crișanei și Maramureșului cu România (1918)                           |
| 25–26 decembrie | Crăciunul                          | Două zile*                                                                                             |
| *Pentru fiecare dintre cele trei sărbători religioase anuale, declarate astfel de cultele religioase legale, altele decât cele creștine, pentru persoanele aparținând acestora. Legea 202/2008, ca și forma anterioară a art. 134 (1) din Codul Muncii, nu precizează dacă respectivele două zile înlocuiesc zilele libere definite explicit (Paștele etc.) sau se adaugă acestora. |                                    | |

## Alte sărbători oficiale
Sărbători recunoscute oficial de ONU
| Dată                           | Nume                                                                                                 | Observații |
| ------------------------------ | --- | --- |
| 10 ianuarie                    | Ziua matematicii                                                                                     | https://www.g4media.ro/parlamentul-a-instituit-ziua-matematicii-informaticii-si-stiintelor-naturii-care-va-fi-sarbatorita-in-10-ianuarie.html |
| 15 ianuarie                    | Ziua Culturii Naționale                                                                              | Ziua nașterii lui Mihai Eminescu |
| 27 ianuarie                    | Ziua Internațională de Comemorare a Victimelor Holocaustului                                         | |
| 19 februarie                   | Ziua Brâncuși                                                                                        | |
| 20 februarie                   | Ziua Mondială a Justiției Sociale                                                                    | |
| 8 martie                       | Ziua Internațională a Femeii                                                                         | |
| 9 martie                       | Ziua Deținuților Politici Anticomuniști                                                              | |
| 20 martie                      | Ziua Internațională a Francofoniei                                                                   | |
| 20 martie                      | Ziua Internațională a Fericirii                                                                      | |
| 21 martie                      | Ziua Internațională pentru Eliminarea Discriminării Rasiale                                          | |
| 21 martie                      | Ziua Mondială a Sindromului Down                                                                     | |
| 21 martie                      | Ziua Internațională a Pădurilor                                                                      | |
| 22 martie                      | Ziua Mondială a Apei                                                                                 | |
| 24 martie                      | Ziua Mondială de Luptă împotriva Tuberculozei                                                        | |
| 25 martie                      | Ziua Poliției Române                                                                                 | |
| 25 martie                      | Ziua Internațională a Comemorării Victimelor Sclaviei și Comerțului Transatlantic cu Sclavi          | |
| 27 martie                      | Ziua unirii Basarabiei cu România                                                                    | Unirea Basarabiei cu România |
| Prima duminică din aprilie     | Ziua NATO în România                                                                                 | |
| 2 aprilie                      | Ziua Internațională de Conștientizare a Autismului                                                   | |
| 3 aprilie                      | Ziua Jandarmeriei Române                                                                             | |
| 7 aprilie                      | Ziua Mondială a Sănătății                                                                            | |
| 8 aprilie                      | Sărbătoarea Etniei Romilor din România                                                               | |
| 23 aprilie                     | Ziua Feroviarilor                                                                                    | |
| 23 aprilie                     | Ziua Bibliotecarului                                                                                 | |
| 23 aprilie                     | Ziua Mondială a Cărții și a Drepturilor de Autor                                                     | |
| 23 aprilie                     | Ziua Națională a Consultantului Fiscal din România                                                   | |
| 29 aprilie                     | Ziua Veteranilor de Război                                                                           | |
| Prima duminică din mai         | Ziua Mamei                                                                                           | |
| A doua duminică din mai        | Ziua Tatălui                                                                                         | |
| A doua duminică din mai        | Ziua Adolescentului                                                                                  | |
| A doua duminică din mai        | Ziua Națională a Portului Tradițional                                                                | |
| 2 mai                          | Ziua Națională a Tineretului                                                                         | |
| 3 mai                          | Ziua Mondială a Libertății Presei                                                                    | |
| 5 mai                          | Ziua Limbii Tătare                                                                                   | |
| 8 mai                          | Ziua Egalității de Șanse între Femei și Bărbați                                                      | |
| 9 mai                          | Ziua Victoriei Ziua Europei                                                                          | |
| 10 mai                         | Ziua Monarhiei                                                                                       | |
| 10 mai                         | Ziua Independenței României                                                                          | |
| 14 mai                         | Ziua Dreptului Internațional Umanitar                                                                | |
| 15 mai                         | Ziua Națională a Medicului Veterinar Ziua națională de cinstire a martirilor din temnițele comuniste | https://www.agerpres.ro/documentare/2020/05/14/ziua-nationala-de-cinstire-a-martirilor-din-temnitele-comuniste--504348 Arhivat în 16 august 2021, la Wayback Machine. |
| 15 mai                         | Ziua Internațională a Familiei                                                                       | |
| 21 mai                         | Ziua Internațională pentru Diversitate Culturală                                                     | |
| 24 mai                         | Ziua Limbii Bulgare                                                                                  | |
| 25 mai                         | Ziua Limbii Slovace                                                                                  | |
| 31 mai                         | Ziua Rezervistului Militar                                                                           | |
| Ultima duminică din mai        | Ziua Întreprinzătorilor din România                                                                  | |
| Mai/Iunie                      | Ziua Eroilor (Înălțarea Domnului)                                                                    | A 40-a zi de la Paștele ortodox |
| 1 iunie                        | Ziua Mondială a Părinților                                                                           | |
| 2 iunie                        | Ziua Națională pentru Adopție                                                                        | |
| 4 iunie                        | Ziua Internațională a Copiilor Victime ale Agresiunii                                                | |
| 5 iunie                        | Ziua Națională împotriva Violenței asupra Copilului                                                  | |
| 5 iunie                        | Ziua Mondială a Mediului                                                                             | |
| 14 iunie                       | Ziua Mondială a Donatorului de Sânge                                                                 | |
| 20 iunie                       | Ziua Mondială a Refugiatului                                                                         | |
| 26 iunie                       | Ziua Drapelului Național                                                                             | |
| 26 iunie                       | Ziua Internațională de Luptă împotriva Abuzului și Traficului Ilicit de Droguri                      | |
| 26 iunie                       | Ziua Internațională pentru Sprijinirea Victimelor Torturii                                           | |
| Prima duminică din iulie       | Ziua Justiției                                                                                       | |
| A doua duminică din iulie      | Ziua Statisticianului                                                                                | |
| 20 iulie                       | Ziua Aviației Române și a Forțelor Aeriene                                                           | |
| 24 iulie                       | Ziua Poliției de Frontieră Române                                                                    | |
| 28 iulie                       | Ziua Națională a Ambulanței                                                                          | |
| 28 iulie                       | Ziua Mondială de Luptă împotriva Hepatitei                                                           | |
| 29 iulie                       | Ziua Imnului Național al României                                                                    | |
| 30 iulie                       | Ziua Internațională a Prieteniei                                                                     | |
| 15 august                      | Ziua Marinei Române                                                                                  | |
| 23 august                      | Ziua Comemorării Victimelor Fascismului și Comunismului                                              | |
| 31 august                      | Ziua Limbii Române                                                                                   | |
| 1 septembrie                   | Ziua Rezervației Biosferei Delta Dunării                                                             | |
| 13 septembrie                  | Ziua Pompierilor din România                                                                         | |
| 14 septembrie                  | Ziua Inginerului Român                                                                               | |
| 10 septembrie                  | Ziua Mondială pentru Prevenirea Suicidului                                                           | |
| 15 septembrie                  | Ziua Internațională a Democrației                                                                    | |
| 21 septembrie                  | Ziua Mondială a Păcii                                                                                | |
| 28 septembrie                  | Ziua Limbii Cehe                                                                                     | |
| 29 septembrie                  | Ziua Mondială a Inimii                                                                               | |
| 1 octombrie                    | Ziua Scafandrului Român                                                                              | |
| 1 octombrie                    | Ziua Internațională a Persoanelor Vârstnice                                                          | |
| 5 octombrie                    | Ziua Mondială a Educației                                                                            | |
| 9 octombrie                    | Ziua Mondială a Poștei                                                                               | |
| 10 octombrie                   | Ziua Mondială a Sănătății Mintale                                                                    | |
| 11 octombrie                   | Ziua Școlii Ardelene                                                                                 | |
| 17 octombrie                   | Ziua Internațională pentru Eradicarea Sărăciei                                                       | |
| 24 octombrie                   | Ziua Națiunilor Unite                                                                                | |
| 25 octombrie                   | Ziua Armatei Române                                                                                  | Nu este o sărbătoare publică națională, ci potrivit Decretului 381/1959, unde este declarată sub denumirea de „Ziua Forțelor Armate”, una „militară” și „populară”; zi de repaus pentru militari (cf. ibid.). Ținută de Armata Română, în aniversarea eliberării orașului Carei, ultimul oraș aflat sub ocupație în perioada celui de-Al Doilea Război Mondial. |
| 11 noiembrie                   | Ziua Veteranilor                                                                                     | Denumită inițial „Ziua Armistițiului”, data de 11 noiembrie marchează încheierea oficială a Primului Război Mondial. |
| 14 noiembrie                   | Ziua Dobrogei                                                                                        | |
| 14 noiembrie                   | Ziua Mondială a Diabetului                                                                           | |
| 16 noiembrie                   | Ziua Patrimoniului Mondial UNESCO din România                                                        | |
| 16 noiembrie                   | Ziua Internațională a Toleranței                                                                     | |
| 19 noiembrie                   | Ziua Cercetătorului și Proiectantului din România                                                    | |
| 19 noiembrie                   | Ziua Internațională a Bărbatului                                                                     | |
| 28 noiembrie                   | Ziua Bucovinei                                                                                       | Unirea Bucovinei cu România |
| A treia joi din noiembrie      | Ziua Națională fără Tutun                                                                            | |
| A treia duminică din noiembrie | Ziua Mondială de Comemorare a Victimelor Accidentelor de Circulație                                  | |
| 1 decembrie                    | Ziua Mondială de Combatere a SIDA                                                                    | |
| 2 decembrie                    | Ziua Internațională pentru Abolirea Sclaviei                                                         | |
| 3 decembrie                    | Ziua Internațională a Persoanelor cu Dizabilități                                                    | |
| 8 decembrie                    | Ziua Constituției României                                                                           | |
| 9 decembrie                    | Ziua Internațională Anticorupție                                                                     | |
| 10 decembrie                   | Ziua Drepturilor Omului                                                                              | |
| 13 decembrie                   | Sărbătorii Etniei Tătare din România                                                                 | |
| 16 decembrie                   | Ziua Solidarității Naționale împotriva Dictaturii                                                    | |
| 18 decembrie                   | Ziua Minorităților Naționale din România                                                             | |
| 20 decembrie                   | Ziua Internațională a Solidarității Umane                                                            | |
| 21 decembrie                   | Ziua Memoriei Victimelor Comunismului în România                                                     | |
| 22 decembrie                   | Ziua Victoriei Revoluției Române și a Libertății                                                     | |

## Sărbători și festivaluri tradiționale
În afară de sărbătorile creștinești sau legate de biserică, cum le numește poporul, românii mai au o mulțime de alte sărbători, ancestrale. Acestea sunt consemnate ca eresuri și sărbători păgânești, dar sunt ținute și serbate adeseori cu mai mare solemnitate decât cele creștinești.
- 16 ianuarie – Sânpetru lupilor (sau Sânpetru de iarnă)
- 17 ianuarie – Circovii de iarnă (sau Antanasiile)
- 24 februarie – Dragobetele
- 1 martie – Baba Dochia
- 17 martie – Alexiile
- 11 aprilie – Sărbătoarea dinților
- 20 aprilie – Paparudele
- 1 mai – Armindeni
- 9 mai – Sfântul Nicolae de vară
- 17 iulie – Marina
- 21 iulie – Sfântul Ilie Pălie
- 22 iulie – Opârlia (sau Sfântul Foca)
- 27 iulie – Pinteleiu Călătorul
- 11 noiembrie – Sărbătoarea tâlharilor
- Joimărițele
- Rusaliile
- Marțolea (sau Marți-Seara)
- Repotinii
- Mărinii
- Filipii